# Lijst van burgemeesters van Borsele
Dit is een lijst van burgemeesters van de Nederlandse gemeente Borsele in de provincie Zeeland sinds haar stichting in 1970.
| Ambtsperiode | Naam burgemeester                | Partij of stroming | Bijzonderheden                                                  |
| ------------ | -------------------------------- | ------------------ | --------------------------------------------------------------- |
| 1970         | Jan Lambertus Dregmans           | ARP                | waarnemend; sinds 1968 al waarnemend burgemeester 's-Heerenhoek |
| 1970 - 1978  | Gerard (G.H.E.M.) van Waes       | KVP                | was burgemeester van Westdorpe                                  |
| 1978 - 1989  | Godfried (G.C.G.) van den Heuvel | KVP / CDA          |                                                                 |
| 1990 - 2002  | Jan-Bart (J.L.M.) Mandos         | CDA                |                                                                 |
| 2002 - 2017  | Jaap (E.J.) Gelok                | PvdA               |                                                                 |
| 2017 - heden | Gerben (G.M.) Dijksterhuis       | CU                 |                                                                 |